# Лінкевич Віра Романівна
Ві́ра Рома́нівна Лінке́вич (біл. Вера Раманаўна Лінкевіч) (6 липня 1924, Юркевичі, Житковицький район, Гомельська область) — білоруський акушер-гінеколог, доктор медичних наук, професор.

## Біографія
У 1940 р. закінчила середню школу, а в 1948 р. — лікувальний факультет Мінського медичного інституту.
З 1948 по 1950 рр. працювала районним акушером-гінекологом в Плиській центральній районній лікарні, у 1951—1954 рр. — ординатор акушерсько-гінекологічного відділення Полоцької обласної лікарні імені В. І. Леніна.
З 1954 по 1956 рр. — Клінічній ординатурі на кафедрі акушерства і гінекології Кишинівського медичного інституту, з 1956 по 1959 рр. аспірантура, після її закінчення з 1963 р. працювала асистентом тієї ж кафедри.
У 1962 р. В. Р. Лінкевич присуджено науковий ступінь кандидата медичних наук. Тема кандидатської дисертації «Розвиток іннервації жіночих зовнішніх статевих органів».
З 1963 по 1971 рр. працювала асистентом, потім доцентом 1-й кафедри акушерства і гінекології Білоруського державного інституту удосконалення лікарів (БелДІУУ).
У 1971 р. присуджено науковий ступінь доктора медичних наук за дисертацію «Матеріали про розвиток органів малого тазу жінки, розвитку їх іннервації та значення для клініки».
З 1971 по 1990 рр. керувала 1-ю кафедрою акушерства і гінекології БілДІУУ. У 1972 р. присвоєно вчене звання професора. Результати наукових досліджень В. Р. Лінкевич отримали широке визнання не тільки в Білорусі, але й за кордоном. Матеріали кандидатської і докторської дисертацій, присвячених ембріології статевих органів та їх іннервації, дозволили обґрунтувати методи пара- і пресокрального введення лікарських речовин з метою обезболювання і прискорення родів, а також лікування запальних захворювань жіночих статевих органів.
Опублікувала 180 наукових робіт, 2 практичні керівництва для лікарів з акушерства та гінекології (у співавторстві), 5 раціоналізаторських пропозицій. Підготувала 7 кандидатів наук.